# تارجي داهل
تارجي داهل (بالنرويجية: Terje Dahl)‏ هو فارس نرويجي، ولد في 25 نوفمبر 1935، وتوفي في 16 فبراير 2017.